# Miklós Horthy
Miklós Horthy de Nagybánya (castellanizado Nicolás Horthy; Kenderes, 18 de junio de 1868-Estoril, 9 de febrero de 1957) fue un noble, militar y político húngaro, que desempeñó el cargo de regente de Hungría desde el 1 de marzo de 1920 hasta el 15 de octubre de 1944. Durante esos años encabezó un régimen calificado como «sistema autocrático conservador» con algunos «elementos esenciales del fascismo».
Edecán del emperador Francisco José I de Austria, sirvió en la armada imperial austrohúngara durante la Primera Guerra Mundial, y alcanzó el rango de comandante en jefe en 1918. Tras el armisticio se retiró a sus fincas, pero volvió a la vida pública para convertirse en líder del movimiento contrarrevolucionario que derribó al gobierno comunista de Béla Kun. Durante los primeros años de la restauración se desencadenó una dura represión contra aquellos sospechosos de haber colaborado con el gobierno depuesto.
Regente de Hungría, Horthy se negó a reconocer al soberano austríaco Carlos IV de Hungría y se convirtió en jefe de Estado, cargo que ocuparía durante los siguientes veinticuatro años. Durante la época de entreguerras estabilizó la economía de su país, reducido a un tercio de su superficie tras el Tratado de Trianon.
Con el estallido de la Segunda Guerra Mundial, y ante la situación geopolítica de Hungría, se unió al Eje. En 1944 las relaciones entre el Reino de Hungría y Alemania llegaron a su máxima tensión; la suspensión de las deportaciones de judíos húngaros a Alemania, por decisión de Horthy,  había generado resentimiento entre los nazis, quienes resolvieron presionarlo para que accediera a iniciar las mismas. A partir de entonces, Hitler mantuvo dudas acerca de la lealtad del regente de Hungría. El 19 de marzo de 1944, Hungría fue ocupada por los nazis sin ofrecer resistencia, ante los planes del gobierno para cambiar de bando; Horthy fue forzado a nombrar un nuevo gobierno más favorable a los intereses alemanes, aunque pudo permanecer como regente. Se reanudaron las deportaciones de judíos las cuales, hasta su detención por el propio Horthy semanas después, incluyeron el envío de 437 000 judíos a Auschwitz. Finalmente, el 15 de octubre de 1944, después de un nuevo intento fallido de cambiar de bando, y  con las tropas soviéticas ya en las fronteras húngaras, Horthy fue arrestado e internado en Alemania, estableciéndose un gobierno títere de los nazis, encabezado por Ferenc Szálasi. Horthy evitó ser juzgado por los Aliados y acabó sus días exiliado en Portugal.

## Biografía

### Comienzos y ascenso al poder

#### La marina austrohúngara

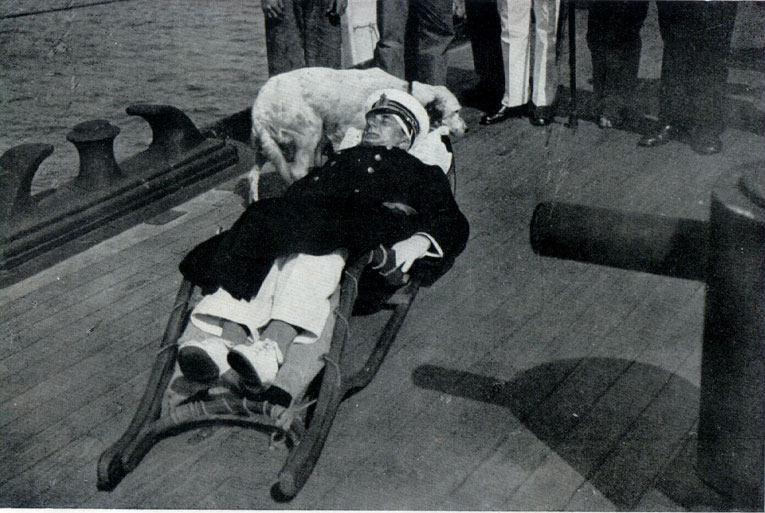
Horthy a bordo de su buque Novara, en 1917.

Pertenecía a una familia calvinista de la nobleza media húngara y nació en el asentamiento de Kenderes en la Hungría central; era el quinto hijo del terrateniente István Horthy. A los catorce años, ingresó en la Armada imperial austrohúngara, estudiando en la academia naval de Fiume (1882), donde se mostró como un hábil cadete con facilidad para los idiomas, a pesar de su falta de brillantez intelectual. Se graduó el 1 de octubre de 1886. No volvió a pisar territorio húngaro durante décadas, perdiendo parte de su dominio del idioma, dado que el de la marina era el alemán.
Viajó ampliamente como marino y ascendió rápidamente. En 1908 recibió el mando del navío Taurus, destinado en Constantinopla para proteger al personal de la embajada. El año siguiente fue ascendido a capitán de corbeta y se le nombró edecán del emperador Francisco José, con el que mantuvo buenas relaciones y siguió sirviendo en ese puesto hasta 1914. Sobresaliente en su servicio al emperador, se le premió de manera excepcional al abandonar el cargo en la primavera de 1914, recibiendo el título de chambelán.
Durante la guerra combatió contra la armada italiana, recibiendo la cruz de hierro en 1915; en mayo de 1917, al mando del veloz buque Novara, se zafó del bloqueo Aliado en el Adriático; a principios de marzo de 1918 fue nombrado contraalmirante y comandante en jefe de la armada imperial. Tras aplastar varios motines como el de Cattaro en febrero, en el otoño de 1918, ante la disgregación del imperio, entregó la flota austrohúngara a las autoridades del nuevo Estado yugoslavo, por orden imperial. En noviembre, tras visitar al emperador y reiterar su fidelidad al mismo, regresó a su finca familiar en Hungría.

#### La república soviética y el Gobierno de Szeged

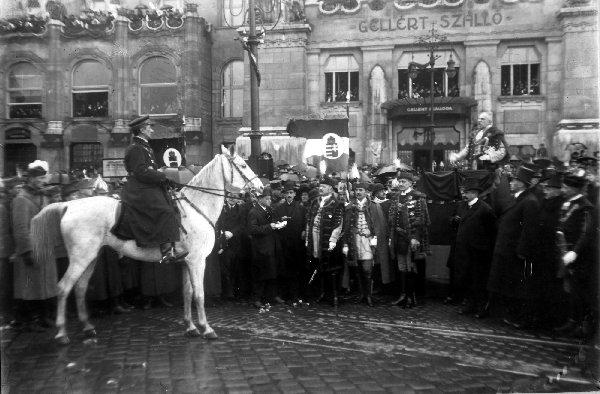
El almirante Miklos Horthy entra en Budapest a la cabeza del Ejército Nacional el 16 de noviembre de 1919 y recibe a los funcionarios municipales frente al Hotel Gellert.

Cuando los comunistas de Béla Kun organizaron un levantamiento en Budapest en 1919, Horthy, conservador y furibundamente anticomunista, abandonó Budapest y se refugió de la persecución en la hacienda de sus suegros en las cercanías de Arad. En la primavera de ese año aceptó la dirección de las fuerzas contrarrevolucionarias desde el sur del país (Szeged); organizándolas durante el verano. Finalmente se le otorgó el ministerio de Defensa en el Gobierno contrarrevolucionario encabezado por el conde Gyula Károlyi en Szeged.
En el movimiento reaccionario se unieron las fuerzas conservadoras tradicionalistas centradas en la aristocracia húngara que había dirigido hasta entonces el país, con un nuevo agrupamiento de clases medias bajas formado principalmente por funcionarios desposeídos por el surgimiento de los nuevos Estados, mandos militares desplazados o desmovilizados y refugiados, y caracterizado por su anticomunismo, nacionalismo, antisemitismo, militarismo y propensión al terror como instrumentos políticos, lo que lo acercaba al fascismo. Horthy, a pesar de su pasado conservador más cercano a los aristócratas, desarrolló durante 1919 y 1920 una gran inclinación por el movimiento popular de derecha, la cual se manifestó claramente en el «Ejército Nacional» que dirigía. Durante esta época, Horthy desarrolló un intenso antisemitismo, identificando a los judíos con el movimiento comunista, una interpretación fomentada por el secretario de Estado para asuntos militares y futuro primer ministro, Gyula Gömbös.
El 12 de julio de 1919 el Gobierno de Szeged fue reorganizado por presiones de la Entente, y las figuras más derechistas lo abandonaron como el propio Horthy quien, apoyándose en su poder militar, exigió de manera infructuosa la independencia del ministerio de Defensa. No obstante, Horthy conservó el mando de sus tropas.

#### Gobierno de coalición
En agosto de 1919, las tropas rumanas ocuparon la capital en agosto, acabando con la república soviética. Al mismo tiempo el Ejército Nacional, que había crecido notablemente, evitando a los rumanos, desarrolló una campaña de terror en el oeste del país, que no había sido ocupado por aquellos. Esta represión se dirigió contra los sospechosos de simpatizar con el régimen comunista y los judíos en general, provocó la muerte de miles de húngaros y contó con la aprobación de Horthy. Este, a pesar de interceder en ciertos casos y realizar ciertas tímidas críticas, se negó a poner fin a los desmanes de sus oficiales, exigiendo al tiempo dureza contra los comunistas y la intensificación del terror. Paulatinamente, sin embargo, Horthy se fue convenciendo de la necesidad de moderar el terror, ser más selectivo en la elección de víctimas y menos visible en sus acciones, especialmente por la presión nacional e internacional.
Tras la retirada rumana del país a finales de 1919 y el compromiso de poner el Ejército Nacional a las órdenes del nuevo Gobierno de coalición, Horthy y sus tropas ocuparon Budapest el 16 de noviembre de 1919, pero rompió su promesa de ceder el control militar a la vez que formaba una organización de apoyo político a su candidatura a la regencia. La ambición de Horthy por el poder y su rivalidad con el primer ministro István Friedrich le permitió lograr el control de todas las fuerzas de seguridad del Estado, aunque no logró hacer dependiente al gobierno de su persona, maniobra a la que el gabinete se opuso.
El Partido de los Pequeños Propietarios, agrario, pasó a ser controlado por los seguidores de Horthy, gracias a su unión con el Partido Agrario, conservador y dirigido por el presidente de la asociación de terratenientes. Mientras consolidaba estas fuerzas, trató de minar el principal partido rival, el Partido Cristiano de Unidad Nacional de Friedrich, valiéndose de las sociedades secretas que surgían por todo el país. Finalmente, logró que el primer ministro Friedrich fuese sustituido por Károly Huszár, de escasa talla política y pocos seguidores. Si bien los partidarios de Friedrich ocuparon ministerios teóricamente claves, como el de Defensa, Exteriores e Interior, el control del Ejército por Horthy frustró las posibilidades de que Friedrich mantuviese el poder político.
A causa de la prohibición de la Entente de restaurar a los Habsburgo, la preferencia de la mayoría de los conservadores por la monarquía y el respaldo de los extremistas de derecha a un Gobierno militar, llevaron a la Asamblea Nacional de Hungría a restablecer el Reino de Hungría bajo la regencia de Horthy el 1 de marzo de 1920, forma que ya tenía precedentes en la historia húngara. Horthy había llevado a cabo una campaña de presión para lograr el cargo que incluyó la presencia de tropas en la votación de regente, en la que fue escogido por abrumadora mayoría (131 votos de 160 posibles), y la amenaza velada de un golpe de Estado si no era elegido. El propio primer ministro declaró:

Comprendo su indignación, pero deben ser conscientes del hecho de que si mañana no eligen  regente a Horthy, disolverán la Asamblea Nacional por la fuerza.

#### La toma del poder

Estandarte oficial de Horthy durante su Regencia.

Tras ser elegido regente, Horthy se fue distanciando paulatinamente de sus antiguos compañeros radicales, apoyándose cada vez más en el ala conservadora tradicionalista del movimiento contrarrevolucionario y tornándose paulatinamente más contrario a los crímenes y violencia de aquellos. Sin haber sido el impulsor de la represión de los sospechosos de simpatía hacia el régimen revolucionario, lo cierto es que, movido por la situación de la posguerra, Horthy se mostró lento en detener las actividades criminales de sus partidarios y reacio a que fuesen juzgados por ellas. Sin embargo, siguió siendo fundamentalmente conservador.
En política internacional, tras sopesar diversas aventuras militares para recuperar los antiguos territorios húngaros en poder de los países vecinos, Horthy hubo finalmente de aceptar el Tratado de Trianon que certificó su pérdida en noviembre de 1920.
Carlos IV intentó en dos ocasiones en 1921 recuperar el trono (marzo y octubre), sin conseguirlo. Horthy, a pesar de sus promesas al monarca, se opuso a la restauración. El Parlamento aprobó el destronamiento de los Habsburgo y Horthy quedó como dueño del poder.

### Regente de Hungría

#### Carácter del Regente

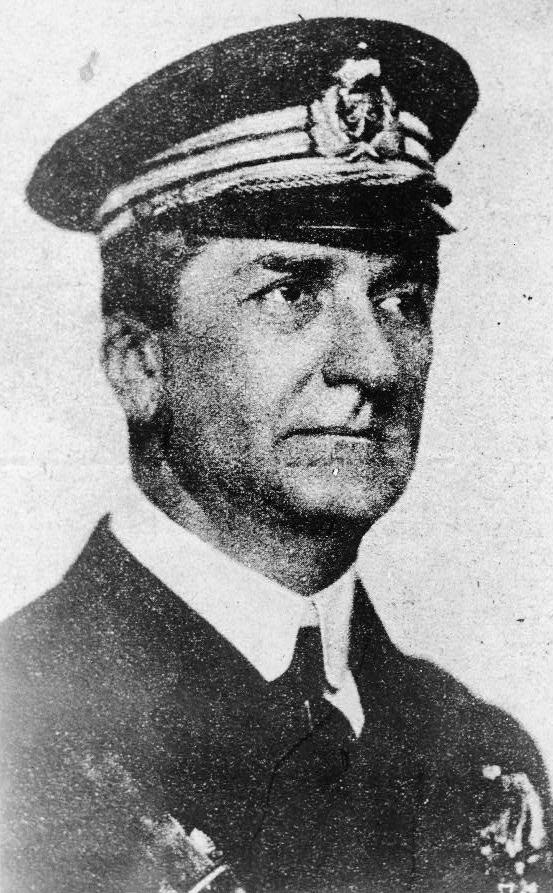
Miklós Horthy, regente de Hungría, en 1921.

Almirante sin armada en un país sin salida al mar, y regente en un reino sin rey, Horthy era un hombre de convicciones profundamente conservadoras y, según C. A. Macartney, no demasiado inteligente, aunque lejos de la escasa capacidad intelectual que algunos le atribuyen, lo cual es avalado por su carrera militar y sus capacidades lingüísticas; en efecto, además de su idioma natal, Horthy podía hablar otros seis: inglés, español, italiano, alemán, francés y croata. Durante su periodo como regente, mantuvo un equilibrio precario entre las élites conservadoras civiles en el Gobierno, partidarias de un revisionismo paulatino y pacífico, y el radicalismo cercano al fascismo de parte de la oficialidad del ejército al que pertenecía. A menudo tentado por sus conmilitones de la época contrarrevolucionaria de posguerra, solía mantener la moderación gracias a los consejos de los políticos.
Reaccionario, era reacio a aceptar las ideologías predominantes en el siglo XX. Hostil a los radicalismos, era especialmente contrario al comunismo. Teórico simpatizante del campesinado (la gran mayoría de la población), no mostraba inclinación, sin embargo, hacia los numerosos labradores sin tierra ni hacia los obreros.

#### Los poderes del Regente
Los poderes del Regente eran amplios: comandante en jefe del ejército, convocaba y disolvía el parlamento, podía proponer leyes y devolverlas dos veces para su revisión en el parlamento si alguna no le satisfacía, y su persona gozaba de inmunidad. Además, a partir de 1937, no tenía obligación de acudir al parlamento a dar explicaciones. Aunque no por ley, la realidad era que los primeros ministros sólo respondían ante él. Su tratamiento oficial era "Su Alteza Serenísima el Regente del Reino de Hungría" (húngaro: Ő Főméltósága a Magyar Királyság Kormányzója).

#### Los años veinte
Durante la primera década como regente del país, el papel de Horthy fue menos destacado que en la segunda, tras el estallido de la Gran Depresión. La administración del país quedó en manos de los primeros ministros, principalmente de István Bethlen, figura central del periodo. Durante esta época Hungría se convirtió en el primer país europeo en promulgar leyes que discriminaban a su población judía.
Tras la llegada de la gran crisis económica a Hungría, el descontento creciente, el aumento de la oposición de ultraderecha y la inestabilidad internacional hicieron que Horthy desempeñase un papel más importante, participando en las grandes decisiones del país.

#### Los años treinta

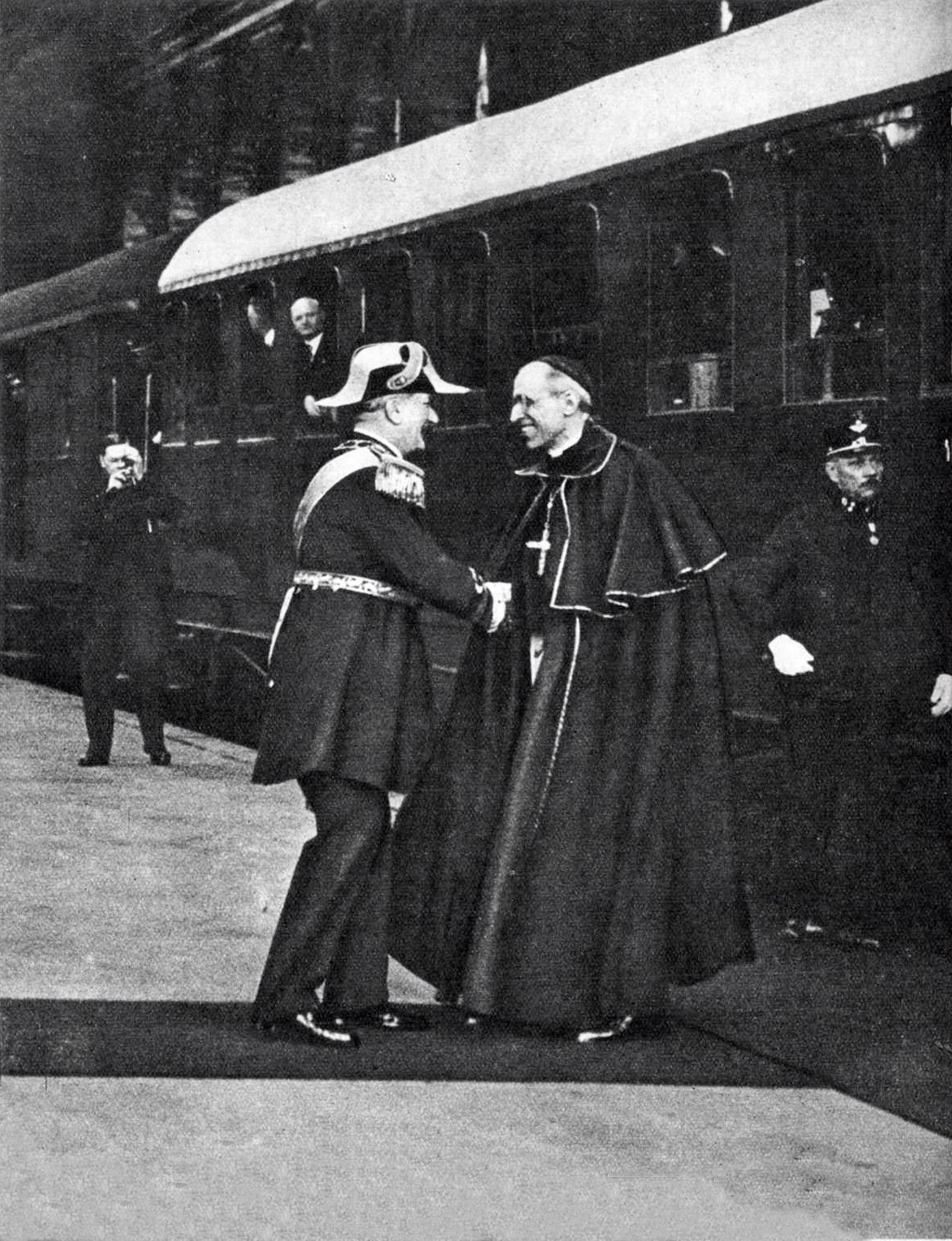
Miklós Horthy recibe al secretario de Estado de la Santa Sede Eugenio Pacelli (futuro papa Pío XII) en la estación de Budapest-Keleti con motivo de la visita de éste a Hungría, mayo de 1938.

Tras la ocupación alemana de Austria a comienzos de 1938, el Gobierno rechazó, con el apoyo de Horthy, una propuesta alemana de participar en el ataque a Checoslovaquia a cambio de recuperar parte de los territorios perdidos tras la guerra. Consiguió, sin embargo, recobrar parte de los territorios perdidos después de la Primera Guerra Mundial, ocupando el sur de Eslovaquia a finales de 1938 (véase Primer Arbitraje de Viena) y el resto de Rutenia en marzo de 1939, durante el desmembramiento de Checoslovaquia.
En 1939 Hungría se mantuvo neutral ante la invasión alemana de Polonia, que Horthy desaprobaba, rechazando la petición alemana para que sus tropas pudieran atravesar territorio húngaro y acogiendo a gran cantidad de refugiados polacos, lo que le costó un embargo militar alemán, con gran disgusto de los extremistas del ejército. Horthy y su primer ministro en ese momento, Pál Teleki, pensaban que en una guerra larga Alemania saldría derrotada por las democracias occidentales, pero temían el posible avance soviético en Europa central debido al enfrentamiento.
A pesar de las presiones de los partidarios de los alemanes y de las victorias de estos en la primavera de 1940 (incluyendo la derrota de Francia), Horthy se mantuvo firme en su defensa de Teleki, que desarrollaba una política exterior relativamente favorable a los británicos, negándose a sustituirle por otro primer ministro más cercano a las posturas alemanas.
En el verano 1940, tras el Segundo arbitraje de Viena, ocupó parte de Transilvania gracias al apoyo de Italia y Alemania, pero hubo de ofrecer a cambio numerosas concesiones, como la adhesión al Pacto Tripartito, que lo acercó aún más al Eje. Horthy defendió esta solución diplomática de la crisis con Rumanía (desatada tras la cesión de territorios de esta a la Unión Soviética en junio) frente al enfrentamiento militar, preferido por el Estado Mayor magiar. Con el arbitraje de 1940 comenzó una competición entre Hungría y Rumanía para ganar el favor de Hitler, con el objetivo de obtener una mejor situación territorial en Transilvania, que duró hasta el cambio de bando de Rumanía en agosto de 1944.
Incluso tras la derrota de Francia en 1940, Horthy mantuvo su fe en una victoria aliada (ahora ya "una victoria parcial británica") y mantuvo su política de neutralidad, rechazando el acantonamiento de tropas alemanas en el país. Teleki desarrolló un plan para formar un gobierno en el exilio en caso de ocupación alemana de Hungría y comenzaron los contactos con Yugoslavia y la Unión Soviética para tratar de mantener un equilibrio frente al Eje, con el apoyo reticente de Horthy.

#### Segunda Guerra Mundial

Evolución territorial de Hungría bajo Horthy: la Hungría de Trianon y la máxima extensión territorial, alcanzada en la primavera de 1941.

A finales de marzo de 1941, apoyó la cooperación con Alemania en su invasión de Yugoslavia para recuperar territorios perdidos tras la guerra, conforme le había prometido Hitler para lograr su apoyo en la inminente invasión, para lo que contaba con el respaldo del Ejército y la oposición de los conservadores en el Gobierno. Al empezar el ataque alemán a Yugoslavia, Teleki se suicidó tras haber asegurado a británicos y yugoslavos la neutralidad húngara, si bien la participación militar de Hungría fue muy limitada: las tropas húngaras entraron en Yugoslavia solo tras la declaración de independencia croata. Hungría se anexionó el norte de la Voivodina, que había sido territorio húngaro hasta el final de la Primera Guerra Mundial. El deseo de Horthy de recuperar territorios perdidos tras la guerra se contraponía a su inclinación por mantener al país neutral en el nuevo conflicto.
En junio de 1941, no se unió a la invasión de la Unión Soviética, para la que Hitler no solicitó la ayuda húngara. Sin embargo, una semana después, tras sufrir un bombardeo de origen sospechoso en territorio húngaro, Hungría entró en la guerra al lado de Alemania, decisión que Horthy respaldó.
Pocos meses después su entusiasmo por la «cruzada contra el bolchevismo» había mermado y sustituyó al jefe del Estado Mayor, Werth, partidario decidido de los alemanes, por otro militar menos favorable a estos.
A finales de 1942 ya había numerosas unidades húngaras combatiendo junto a los alemanes en el frente oriental, que quedaron casi aniquiladas en la ofensiva rusa del invierno de 1942-1943. Los restos fueron retirados a Hungría, y las pocas tropas que quedaron junto a los alemanes se destinaron a la retaguardia en Ucrania. Este desastre reafirmó a Horthy en su creencia de que la guerra iban a ganarla los Aliados (siempre tuvo una gran fe en la superioridad de la Marina británica frente al poderío alemán en tierra) y le impulsó a cambiar la política húngara. En marzo de 1942, ya había destituido al primer ministro Bárdossy, demasiado favorable a los alemanes, por el inexperto Miklós Kállay, tan antirruso como antialemán. Durante el gobierno de Kállay, la política húngara dio un giro radical, convirtiéndose prácticamente en un país neutral con grandes simpatías hacia los Aliados, con los que se establecieron negociaciones para abandonar el Eje, siempre que aceptasen el mantenimiento del régimen y las ganancias territoriales, negociaciones que fracasaron. Horthy no sopesó la posibilidad de una rendición ante la Unión Soviética hasta bien entrado 1944, prefiriendo en todo momento a los aliados occidentales.

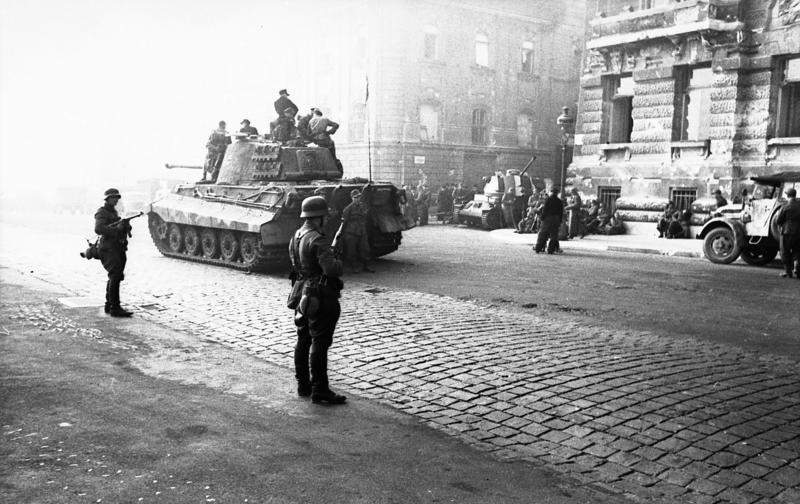
Tropas alemanas y un tanque pesado Tiger II en las calles de Budapest durante la toma del poder por los fascistas de Szálasi, octubre de 1944.

El rumbo de la guerra se estaba volviendo en contra de Horthy: en marzo de ese año se le ordenó visitar a Hitler, donde se vio presionado ante la amenaza alemana de una invasión conjunta de alemanes, croatas y rumanos. El 19 de marzo de 1944, las tropas alemanas entraron en Hungría y obligaron a Horthy a nombrar un primer ministro proalemán (Döme Sztójay). Comenzó entonces la represión masiva contra los judíos, que fueron deportados a los campos de concentración. La oposición conservadora, la de izquierdas, los Aliados y los países neutrales, incluyendo al Nuncio, protestaron ante Horthy, quien en julio se decidió a poner fin a las deportaciones. El 27 de agosto destituyó a Döme Sztójay y nombró al general Géza Lakatos, al que encargó que preparase la rendición ante los soviéticos, que estaban ya en territorio húngaro.
A finales de septiembre de 1944, con los soviéticos a las puertas de la frontera húngara, un enviado personal de Horthy transmitía a los occidentales en Italia su deseo de que los soviéticos detuviesen su avance y le fuesen enviadas algunas divisiones norteamericanas o británicas a Hungría, oferta que los occidentales consideraron irreal, invitando a Horthy a ofrecer su rendición también a los soviéticos. El 28 de septiembre de 1944 envió una delegación de alto nivel, incluyendo al jefe de la gendarmería húngara, responsable de las deportaciones de judíos, a tratar con los soviéticos, que días antes habían entrado en territorio húngaro. El 8 de octubre los soviéticos entregaban las condiciones aliadas, pactadas con norteamericanos y británicos, a los delegados magiares, que recibieron el visto bueno de Budapest para aceptarlas en principio y comenzar cuanto antes las negociaciones de armisticio. Estas llevaron a la firma del armisticio por la delegación magiar el 11 de octubre de 1944.
Cerca de un millón de judíos, así como prisioneros aliados fugados, encontraron refugio en Hungría. Se aumentó la vigilancia de los radicales del Partido de la Cruz Flechada, se animó a la izquierda a criticar al gobierno y se establecieron contactos con Tito.
Según algunas opiniones, Horthy preparó la deserción de Alemania de manera chapucera. Su situación era, no obstante, difícil, pues el país había sido ocupado por los alemanes y muchos de sus oficiales lo habían traicionado. Aparte de eso, el espionaje alemán sabía sobre su plan y él tuvo que apresurarse debido a un posible golpe de Estado preparado por Szálasi. Según Bryan Cartledge es difícil ver cómo habría podido tener éxito en estas circunstancias. Ferenc Szálasi había comunicado a los alemanes la fecha en la que Horthy iba a anunciar el armisticio con los soviéticos, que se había firmado el 11 de octubre de 1944, y no existían tropas en Budapest que pudiesen defender al Gobierno ni se entregaron armas a la resistencia ni a los trabajadores socialistas, como se les había prometido. La mayoría de los oficiales recibieron con sorpresa el anuncio radiado el (15 de octubre de 1944), ya que no se les había avisado de la intención de Horthy. Unos cuantos tanques bastaron a los alemanes para restablecer su control.

### Últimos años
Horthy abdicó y fue enviado bajo arresto a Baviera, donde permaneció hasta su detención por los Aliados al final de la guerra. Tras la rendición de Alemania no fue condenado por crímenes de guerra y se exilió en Portugal, concretamente a Estoril, donde murió en 1957.
| Predecesor: Károly Huszár Presidente | Regente de Hungría 1 de marzo de 1920-15 de octubre de 1944 | Sucesor: Ferenc Szálasi Líder de la Nación Húngara |